# Minecraft
Pour le film, voir Minecraft, le film.
Minecraft est un jeu vidéo de type aventure « bac à sable » développé par le Suédois Markus Persson, alias Notch, puis par la société Mojang Studios. Il s'agit d'un univers composé de voxels et généré de façon procédurale, qui intègre un système d'artisanat axé sur la collecte puis la transformation de ressources naturelles (minéralogiques, fossiles, animales et végétales).
À l'origine conçu comme un jeu sur navigateur, Minecraft est finalement développé pour ordinateurs (Windows, Mac et Linux) à l'aide de la technique Java, puis pour téléphone mobile dans sa version Minecraft Bedrock Edition (Android, iOS et Windows Phone, version qui sera plus tard étendue à d'autres plate-formes). Des versions pour consoles sont aussi proposées : Xbox 360 en 2012, PlayStation 3 en 2013, PlayStation 4 et Xbox One en 2014, Wii U en 2015, Nintendo Switch et New Nintendo 3DS en 2017, et enfin PlayStation 5 en 2024.
Le jeu, disponible en 139 langues et proposant plusieurs modes de jeu, bénéficie de nombreuses déclinaisons physiques et virtuelles : une adaptation cinématographique, des séries dérivées, des jeux Lego, des romans, des jeux de rôle, etc. De plus, la Minecon (en), un évènement centré sur le jeu, est organisée depuis 2010.
Connaissant une progression stable et constante de ses ventes depuis sa sortie, Minecraft est le premier jeu vidéo à passer la barre des 300 millions d'exemplaires vendus toutes plate-formes confondues en octobre 2023, confortant alors son statut de jeu vidéo le plus vendu de tous les temps qu'il avait atteint en 2016.

## Trame
Minecraft plonge le joueur dans un monde créé de manière procédurale, composé de voxels représentant différents matériaux (terre, pierre, eau, fer, charbon, etc.). Le monde est formé de diverses structures (arbres, cavernes, montagnes, villages, etc.) et est peuplé par des animaux (vaches, moutons, etc.) ainsi que des monstres (zombies, araignées, squelettes, etc.). Le joueur peut modifier son monde à volonté, soit dans le but de survivre, soit pour créer.

## Système de jeu
Le joueur est représenté sous une forme humanoïde de deux blocs de haut et porte un pseudonyme demandé lors de l'achat du jeu. Son apparence (« skin » en anglais, soit « peau »), peut être personnalisée sur le site officiel ou dans le jeu, mais il existe des apparences par défaut. Jusqu'en 2015, seule l'apparence nommée Steve, un personnage masculin habillé d'un jean bleu et d'une veste turquoise, est disponible. En 2015 est introduite Alex, portant un jean marron, un chandail vert et de longs cheveux roux, proposant ainsi une alternative féminine. En octobre 2022, sept nouvelles apparences sont annoncées pour une meilleure inclusivité des différentes communautés[source secondaire souhaitée].
La vue par défaut du joueur est la première personne, que le joueur peut faire passer en troisième personne vue de dos ou de face à n'importe quel moment. Il possède une jauge de santé de vingt points de vie ainsi qu'une jauge de nourriture. Si sa barre de vie atteint 0, le joueur meurt en relâchant ses objets et une partie de son expérience, et ressuscite à son premier point d'apparition dans le monde ou à côté du dernier lit dans lequel il a dormi. Il peut aussi apparaître à l'emplacement de son ancre de réapparition dans le monde du Nether, endroit où dormir dans un lit le fait exploser, tuant le joueur par la même occasion.
Le joueur, par défaut droitier, peut utiliser ses deux mains, mais seule la main de préférence peut effectuer des actions telles que combattre, casser ou poser des blocs. Il possède un inventaire de 27 cases, chacune pouvant contenir jusqu'à 64 objets d'un même type (un stack), ainsi qu'une barre d'accès rapide de neuf cases (l'inventaire rapide), en plus d'une case pour la seconde main. Dans son inventaire, il peut fabriquer des objets grâce à une grille de fabrication de deux cases sur deux (ne permettant pas de fabriquer tous les objets) ou enfiler une armure.
Bien que le jeu ne se termine jamais à proprement parler, il possède une fin officielle : il s'agit d'un long dialogue entre deux personnages, appelé « Poème de l'Ender », qui s'affiche quand le joueur prend le portail de retour après avoir tué l'Ender Dragon, un boss vivant dans la dimension de l'End. Après cette scène, le joueur réapparait à la surface et peut continuer à jouer normalement. Il est également possible de « terminer » Minecraft en collectant tous les trophées ou en rassemblant un exemplaire de chaque matière ou chaque objet du jeu récupérable[réf. nécessaire].

### Monde
Un principe fondamental de Minecraft est la génération procédurale du monde : chaque carte est générée aléatoirement au fur et à mesure que le joueur avance, selon une graine de monde,. Le monde est généré de manière cohérente en étant composé de plusieurs paysages nommés biomes (forêt, plaine, désert, jungle, toundra, taïga, marais, savane, etc.). Une carte peut devenir très grande au fil de sa génération, jusqu'à former au maximum un carré de 60 millions de blocs de cotés, soit sept fois la surface de la Terre. Le monde est composé de couches de blocs, allant de la couche -64 à 320. Sous la dernière couche, composé d'un matériau incassable en mode survie, il n'y a que du vide : tomber dedans fait chuter le joueur jusqu'à ce que mort s'ensuive.
Le monde principal est composé d'une surface, dépendante de chaque biome, et de souterrains, plus ou moins remplis de pierre, où se génèrent aléatoirement des minerais, des grottes ou des cavernes. Des structures comme des villages, des donjons, des temples aquatiques ou encore d'anciennes cités apparaissent aléatoirement sur la carte, à la surface ou dans les souterrains.
Chaque monde contient également deux autres dimensions, le Nether et l'End. Le Nether est une dimension fermée ressemblant à un enfer, sans nuit ni jour, accessible par un portail que le joueur doit créer ou trouver dans le monde. Il est composé essentiellement de lave et peuplé de monstres uniques. Les distances n'étant pas égales entre le monde principal et le Nether, ce dernier est aussi utilisé par les joueurs pour traverser de longues distances plus rapidement. Dans cette dimension, des minerais spécifiques sont trouvables (quartz, netherite) ainsi que des structures particulières (« bastion remnants », « ruines de Bastions », forteresses du nether). L'End est quant à lui une autre dimension accessible uniquement par un portail (situé dans une structure appelée « stronghold ») apparue dès la sortie officielle du jeu, composé d'une île volante, entourée de vide, où se trouvent des endermen, des piliers en obsidienne et l'Ender Dragon, à tuer pour finir le jeu.
Le monde contient environ 300 types types de blocs, la plupart représentant des matériaux de construction ou des éléments de décor et mesurant 1 m de côté. Les blocs peuvent être solides ou non-solides (air, torches, etc.), transparents (verre, glace, etc.), fluides (eau, lave), et nécessitent souvent un outil particulier pour être récupérés (pioche en bois ou plus pour la pierre, pioche en fer pour le diamant, pioche en diamant pour l'obsidienne, etc.). La gravité n'affecte pas la quasi-majorité des blocs, hormis les fluides et certaines matières (sable, gravier, œuf du dragon, enclume).

### Créatures
De nombreuses créatures peuplent le monde du jeu. Elles sont appelées « mobs » de l'anglais « mobils » désignant les entités capable de se déplacer. Le joueur peut interagir avec elles pour se défendre ou s'approvisionner en ressources. Il en existe quatre types : les créatures passives qui n'attaquent jamais le joueur (vaches, cochons, poules, etc.) ; les créatures neutres qui n'attaquent que si elles sont provoquées (les Piglins zombifiés, les loups, les Endermen, les golems de fer (uniquement ceux générés naturellement), etc.) ; les créatures hostiles qui attaquent le joueur dès qu'elles le voient ou détectent sa présence (zombies, Creepers, squelettes, etc.) ; et les créatures invoquées, qui peuvent être d'un des trois types, comme les golems de fer (neutre) ou les golems de neige (passif), qui peuvent aider le joueur. Certains animaux peuvent être apprivoisés grâce à des objets, tels que l'os pour le loup ou le poisson cru pour le chat. Chaque animal pouvant être nourri peut également se reproduire en utilisant cette nourriture. Hormis Steve et Alex, aucune autre créature n'est sexuée.
Les créatures hostiles, ainsi que certaines neutres, n'apparaissent que dans des zones de faible luminosité : grottes, cavernes, endroits mal éclairés, ou la nuit. Ces apparitions ne se produisent pas en difficulté paisible.
Certaines créatures n'apparaissent que dans des dimensions spécifiques (piglins, ghast, wither squelette, blaze ou encore hoglins qui n'apparaîtront que dans le nether) ou avec une condition spécifique (l'Ender dragon apparaît dans l'end une seule fois naturellement).
Certaines créatures sont devenues emblématiques : les Endermen, de grands monstres noirs pouvant se téléporter, qui n'attaquent le joueur que s'il les provoque en les regardant dans les yeux ou en les frappant, les Creepers, véritables symboles du jeu, qui explosent et détruisent plusieurs blocs du monde. Le joueur peut trouver d'autres monstres en explorant divers biomes, comme des Gardiens dans les océans.
Minecraft compte aussi deux « boss » principaux et deux autres secondaires. Le premier boss principal est l'Ender Dragon, dragon vivant dans l'End. Le second boss principal est le Wither, monstre volant à trois têtes, apparu dans la mise à jour 1.4.2 de 2012, que le joueur peut faire apparaître en plaçant dans une position particulière du « sable des âmes » et des crânes de Wither squelettes, obtenus en tuant ces derniers, présents dans la dimension du Nether. À sa mort, il donne en guise de récompense une Nether star ou « étoile du Nether ». Le premier boss secondaire, apparu en 2014 dans la version 1.8 de Minecraft, est l'Elder Guardian ou « Ancien Gardien » en français, vivant dans les temples de l'océan ou monument en anglais. Il donne à sa mort quelques éponges, de la morue crue et des cristaux de prismarine (une roche aquatique rare). Le dernier est le Warden, un monstre vivant dans une « cité antique » située dans les grottes les plus basses du monde. Ce monstre apparu dans la mise à jour 1.19.0.20 de 2022 (version Bedrock, 1.19 en version Java) peut infliger de très lourds dégâts. Il donne à sa mort un bloc appelé « catalyseur de sculk », également obtenable avec un outil enchanté de « touché de soie ».
| Créature                     | Créature          | Butins possibles | Dimension d'apparition                                          | Attitude envers le joueur            |
| Français                     | Anglais           | Butins possibles | Dimension d'apparition                                          | Attitude envers le joueur            |
| ---------------------------- | ----------------- | --- | --------------------------------------------------------------- | ------------------------------------ |
| Cochon                       | Pig               | Côtelette de porc | Monde normal (Overworld)                                        | Passive (n'attaque jamais le joueur) |
| Mouton                       | Sheep             | Laine, mouton (viande) | Monde normal                                                    | Passive                              |
| Poulet                       | Chicken           | Plume, poulet (viande) | Monde normal                                                    | Passive                              |
| Vache                        | Cow               | Cuir, bœuf (viande) | Monde normal                                                    | Passive                              |
| Chauve-souris                | Bat               | Aucun | Monde normal                                                    | Passive                              |
| Poulpe                       | Squid             | Poche d'encre | Monde normal                                                    | Passive                              |
| Champimeuh (rouge)           | Mooshroom (red)   | Cuir, bœuf (viande) | Monde normal                                                    | Passive                              |
| Champimeuh (marron)          | Mooshroom (brown) | Cuir, bœuf (viande) | Aucune (lorsqu'une Champimeuh rouge est frappée par la foudre)  | Passive                              |
| Ocelot                       | Ocelot            | Aucun | Monde normal                                                    | Passive                              |
| Chat                         | Cat               | Ficelle | Monde normal                                                    | Passive                              |
| Cheval                       | Horse             | Cuir | Monde normal                                                    | Passive                              |
| Cheval-zombie                | Zombie horse      | Chair putréfiée | Aucune                                                          | Passive                              |
| Cheval-squelette             | Skeleton horse    | Os | Monde normal                                                    | Passive                              |
| Âne                          | Donkey            | Cuir | Monde normal                                                    | Passive                              |
| Mule                         | Mule              | Cuir | Aucun (nécessite l'intervention du joueur)                      | Passive                              |
| Lapin                        | Rabbit            | Lapin (viande), peau de lapin, patte de lapin | Monde normal                                                    | Passive                              |
| Villageois                   | Villager          | Aucun | Monde normal                                                    | Passive                              |
| Perroquet                    | Parrot            | Plume | Monde normal                                                    | Passive                              |
| Tortue                       | Turtle Sea turtle | Herbe aquatique, bol (si frappée par la foudre) | Monde normal                                                    | Passive                              |
| Morue                        | Cod               | Morue (aliment), poudre d'os | Monde normal                                                    | Passive                              |
| Saumon                       | Salmon            | Saumon (aliment), poudre d'os | Monde normal                                                    | Passive                              |
| Poisson tropical             | Tropical fish     | Poisson tropical (aliment), poudre d'os (Java), os (Bedrock) | Monde normal                                                    | Passive                              |
| Renard (roux)                | Fox (red)         | Aucun | Monde normal                                                    | Passive                              |
| Renard (blanc)               | Fox (white)       | Aucun | Monde normal                                                    | Passive                              |
| Panda                        | Panda             | Bambou | Monde normal                                                    | Passive                              |
| Marchand ambulant            | Wandering trader  | Aucun | Monde normal                                                    | Passive                              |
| Arpenteur                    | Strider           | Ficelle | Nether                                                          | Passive                              |
| Axolotl                      | Axolotl           | Aucun | Monde normal                                                    | Passive                              |
| Poulpe luisant               | Glow squid        | Poche d'encre luisante | Monde normal                                                    | Passive                              |
| Chèvre                       | Goat              | Aucun | Monde normal                                                    | Passive                              |
| Grenouille                   | Slime             | Aucun | Monde normal                                                    | Passive                              |
| Têtard                       | Tadpole           | Aucun | Monde normal                                                    | Passive                              |
| Allay                        | Allay             | Aucun | Monde normal                                                    | Passive                              |
| Dromadaire Chameau           | Camel             | Aucun | Monde normal                                                    | Passive                              |
| Renifleur                    | Sniffer           | Aucun | Aucune (créé par le joueur)                                     | Passive                              |
| Ghast Joyeux                 | Happy Ghast       | Aucun | Aucune (créé par le joueur)                                     | Passive                              |
| Araignée                     | Spider            | Ficelle, œil d'araignée | Monde normal                                                    | Neutre                               |
| Araignée venimeuse           | Cave spider       | Ficelle, œil d'araignée | Monde normal                                                    | Neutre                               |
| Lama                         | Llama             | Cuir | Monde normal                                                    | Neutre                               |
| Enderman                     | Enderman          | Perle de l'Ender | Monde normal, End et Nether                                     | Neutre                               |
| Piglin zombifié              | Zombified piglin  | Chair putréfiée, pépite d'or, lingot d'or | Nether                                                          | Neutre                               |
| Loup Chien                   | Wolf Dog          | Aucun | Monde normal                                                    | Neutre                               |
| Golem de neige               | Snow golem        | Boule de neige | Aucune (créé par le joueur)                                     | Neutre                               |
| Golem de fer                 | Iron golem        | Lingot de fer, coquelicot | Monde normal                                                    | Neutre                               |
| Ours blanc Ours polaire      | Polar bear        | Morue (aliment), saumon (aliment) | Monde normal                                                    | Neutre                               |
| Dauphin                      | Dolphin           | Morue (aliment) | Monde normal                                                    | Neutre                               |
| Poisson-globe                | Pufferfish        | Poisson-globe (aliment), poudre d'os (Java), os (Bedrock) | Monde normal                                                    | Neutre                               |
| Abeille                      | Bee               | Aucun | Monde normal                                                    | Neutre                               |
| Piglin                       | Piglin            | Tête de Piglin (si tué par l'explosion d'un Creeper chargé) | Nether                                                          | Hostile                              |
| Zombie                       | Zombie            | Chair putréfiée, pomme de terre, carotte, lingot de fer, tête de zombie (si tué par l'explosion d'un Creeper chargé), disque (si bébé zombie d'une poule chevauchée)                    | Monde normal                                                    | Hostile                              |
| Creeper                      | Creeper           | Poudre à canon, disque, tête de Creeper (si tué par l'explosion d'un Creeper chargé) | Monde normal                                                    | Hostile                              |
| Creeper chargé               | Charged creeper   | Poudre à canon, disque, tête de Creeper (si tué par l'explosion d'un Creeper chargé) | Aucune (lorsqu'un Creeper est frappé par la foudre)             | Hostile                              |
| Squelette                    | Skeleton          | Flèche, os, crâne de squelette (si tué par l'explosion d'un Creeper chargé) | Monde normal, Nether                                            | Hostile                              |
| Wither squelette             | Wither skeleton   | Charbon, os, crâne de Wither squelette | Nether                                                          | Hostile                              |
| Vagabond                     | Stray             | Flèche, os, flèche de lenteur | Monde normal                                                    | Hostile                              |
| Embourbé                     | Bogged            | Flèche, os, flèche de poison | Monde normal                                                    | Hostile                              |
| Géant                        | Giant             | Aucun | Aucune                                                          | Hostile                              |
| Zombie-villageois            | Zombie villager   | Chair putréfiée, pomme de terre, carotte, lingot de fer | Monde normal                                                    | Hostile                              |
| Zombie momifié               | Husk              | Chair putréfiée, pomme de terre, carotte, lingot de fer | Monde normal                                                    | Hostile                              |
| Slime                        | Slime             | Boule de slime | Monde normal                                                    | Hostile                              |
| Ghast                        | Ghast             | Poudre à canon, larme de ghast | Nether                                                          | Hostile                              |
| Poisson d'argent             | Silverfish        | Aucun | Monde normal                                                    | Hostile                              |
| Blaze                        | Blaze             | Bâton de Blaze | Nether                                                          | Hostile                              |
| Cube de magma                | Magma cube        | Crème de magma | Nether                                                          | Hostile                              |
| Sorcière                     | Witch             | Bâton, fiole, poudre lumineuse, poudre de redstone, poudre à canon, œil d'araignée, sucre                                                                                               | Monde normal                                                    | Hostile                              |
| Endermite                    | Endermite         | Aucun | Aucune (lorsqu'une perle de l'Ender atterrit)                   | Hostile                              |
| Gardien                      | Guardian          | Morue (aliment), saumon (aliment, Java), poisson tropical (aliment, Java), poisson-globe (aliment, Java), éclat de prismarine, cristaux de prismarine                                   | Monde normal                                                    | Hostile                              |
| Shulker                      | Shulker           | Carapace de Shulker | End                                                             | Hostile                              |
| Évocateur                    | Evoker            | Émeraude, totem d'immortalité | Monde normal                                                    | Hostile                              |
| Vindicateur                  | Vindicator        | Émeraude | Monde normal                                                    | Hostile                              |
| Vex                          | Vex               | Aucun | Aucune (lorsqu'invoqué par un Évocateur)                        | Hostile                              |
| Illusionniste                | Illusioner        | Aucun | Aucune                                                          | Hostile                              |
| Phantom                      | Phantom           | Membrane de Phantom | Monde normal                                                    | Hostile                              |
| Noyé Zombie noyé             | Drowned           | Chair putréfiée, lingot de cuivre | Monde normal                                                    | Hostile                              |
| Pillard                      | Pillager          | Fiole funeste (si capitaine d'invasion, hors raid), équipement divers (conditions précises, Bedrock)                                                                                    | Monde normal                                                    | Hostile                              |
| Hoglin                       | Hoglin            | Côtelette de porc, cuir | Nether                                                          | Hostile                              |
| Piglin barbare Brute piglin  | Piglin brute      | Aucun | Nether                                                          | Hostile                              |
| Zoglin                       | Zoglin            | Chair putréfiée | Aucune (lorsqu'un Hoglin reste un certain temps hors du Nether) | Hostile                              |
| Lapin teur                   | Killer bunny      | Lapin (viande), peau de lapin, patte de lapin | Aucune                                                          | Hostile                              |
| Ravageur                     | Ravager           | Selle | Monde normal                                                    | Hostile                              |
| Grinceur                     | Creaking          | Rien | Monde normal                                                    | Hostile                              |
| Ender Dragon                 | Ender Dragon      | Aucun | End                                                             | Hostile                              |
| Wither                       | Wither            | Étoile du Nether | Aucune (créé par le joueur)                                     | Hostile                              |
| Grand gardien Ancien gardien | Elder guardian    | Morue (aliment), saumon (aliment, Java), poisson tropical (aliment, Java), poisson-globe (aliment, Java), éclat de prismarine, cristaux de prismarine, éponge mouillée, modèle de forge | Monde normal                                                    | Hostile                              |
| Warden                       | Warden            | Catalyseur de sculk | Monde normal                                                    | Hostile                              |

### Outils, armes et armures
Pour chaque action, le joueur peut ou doit se munir d'un outil afin de l'accomplir correctement ou d'accélérer son accomplissement : pioche, hache, pelle, houe, etc. Les outils se fabriquent avec différents minéraux et matériaux, certains possédant des variations, donnant plus ou moins de durabilité et d'efficacité à ceux-ci : respectivement le bois, la pierre, le cuivre, le fer, l'or, le diamant et la « Netherite ». D'autres outils ne se fabriquent qu'avec une recette unique (un craft) et peuvent effectuer une action unique (une canne à pêche pour pêcher des poissons, un briquet pour allumer un portail) ou donner des informations (une boussole pour s'orienter, une montre pour l'heure).
Une épée peut aussi être fabriquée, afin de donner des attaques plus puissantes lors de combats. Tout comme les principaux outils, elle peut être faite de différents matériaux lui donnant plus ou moins de robustesse et de puissance. Le joueur peut également s'équiper d'une armure (un casque, un plastron, des jambières et des bottes) pour se défendre et réduire la puissance des attaques ennemies. À nouveau, le matériau utilisé offre plus ou moins de résistance aux dégâts. Enfin, le joueur à la possibilité de fabriquer un bouclier permettant de stopper n'importe quel type d'attaque s'il est actif (explosions, projectiles, coups, etc.) mais qui ne protège pas des dégâts de potion, de chute ou de feu. Ce bouclier n'existe que sous une seule forme (une combinaison de bois et de fer) mais peut être personnalisé avec une bannière.
Tous les outils, armes et armures peuvent être enchantés avec une table d'enchantement, en échange de points d'expérience que le joueur récolte en effectuant diverses actions, comme miner du charbon ou tuer des monstres. Les enchantements proposés sont aléatoires, mais leur niveau dépend de la quantité d'expérience que possède le joueur, du nombre de bibliothèques entourant la table, ainsi que du matériau de l'outil. La plupart des enchantements sont réservés à un type d'outil ou d'arme, mais certains peuvent s'appliquer à tous. Certains enchantements ne peuvent également être trouvés que sous forme de livres dans des structures ou en les échangeant avec des villageois.

### Redstone
Enfin, la redstone — l'équivalent de l'électricité dans le jeu — permet de concevoir des circuits logiques et de rendre le monde interactif : il est ainsi possible d'automatiser des systèmes, de fabriquer des générateurs ou encore des calculatrices fonctionnelles. Le joueur peut également utiliser des circuits de redstone pour automatiser certaines tâches, comme l'agriculture ou l'élevage.

### Modes de jeu

#### Mode créatif
Le mode créatif permet au joueur de construire et de détruire les blocs instantanément à volonté. Il n'y a pas de fabrication d'objet : la quasi-totalité des blocs et objets sont disponibles dans l'inventaire du joueur. Il est aussi possible de voler pour se déplacer plus rapidement et facilement, le joueur ne subissant pas de dégâts. Ce mode est disponible en solo et en multijoueur. À l'origine, les cartes en créatif étaient plus petites et moins diversifiées que celles du mode survie. Il s'agit au début de l'unique mode du jeu, disponible d'abord gratuitement.[réf. souhaitée] Il est supprimé lors de la nouvelle version Survival Test du jeu.[réf. nécessaire] À partir de la version 1.8 beta de septembre 2011, le mode est réintroduit sous forme de mode de jeu appelé mode créatif, en plus du mode Survie. Cependant, dans cette version, les cartes générées en mode créatif sont aussi riches et variées que celles des autres modes de jeu. En créatif, les monstres et autres dangers ne blessent pas le joueur, il ne peut pas mourir, sauf s'il utilise une commande ou tombe dans le vide. Ce mode de jeu peut être choisi lors de la création d'un monde, ou par une commande.

#### Mode survie
Le mode survie plonge le joueur dans un monde complexe, peuplé de monstres qui apparaissent dans les endroits sombres, c'est-à-dire la nuit, dans les grottes, ou à n'importe quel endroit mal éclairé. C'est le mode principal et par défaut de Minecraft. Quatre niveaux de difficulté existent : paisible (le joueur ne perd pas de nourriture et aucune créature hostile ne peut apparaître), facile, moyen et difficile.
Le joueur doit survivre et être capable de se défendre. Pour cela, il doit fabriquer des outils : il peut par exemple concevoir des planches puis des bâtons à partir de bûches de bois ; avec des bâtons et de la pierre fabriquer une pioche ou bien une épée ;  et avec une pioche extraire du charbon et du fer. Avec certaines matières telles que le fer, le diamant ou encore le cuir, le joueur pourra assembler des armures pour résister aux monstres. Il est également nécessaire de chasser des animaux ou de cultiver du blé, des pommes de terre ou des carottes afin de s'approvisionner en nourriture.

#### Mode Hardcore
Le mode Hardcore (« Extrême ») est un mode de jeu similaire au mode survie, mais où le joueur n'a qu'une seule vie et où la difficulté est bloquée au niveau maximum (« difficile »). Si le joueur meurt, il ne peut pas ressusciter et le monde est supprimé définitivement.
Dans ce mode, l'apparence des cœurs de la barre de vie est différente : ils ont deux yeux, leur donnant un aspect diabolique. À la fin de la partie, le score du joueur s'affiche, correspondant à l'expérience totale acquise au cours du jeu.
Apparu dès la version définitive du jeu (1.0), il est probablement inspiré d'une série d'articles du site PC Gamer, où l'auteur s'était fixé comme règle de supprimer son monde à la première mort du personnage, tout en allant le plus loin possible.

#### Mode aventure
Le mode aventure, apparu dans la version de développement 12w22a (1.3.1) de mai 2012, est un mode de jeu similaire au mode survie, où il est impossible par défaut de placer ou détruire des blocs. Pour survivre, il doit donc commercer avec les villageois en utilisant des émeraudes comme monnaie d’échange et prendre ce qu'il y a dans les coffres des donjons, des mines abandonnées et des forges. Entre les versions 1.4.2 et 1.8 (octobre 2012 à septembre 2014), le joueur peut utiliser des outils, mais uniquement ceux appropriés dans certaines situations : l’épée contre les monstres, la pioche pour les minerais et la roche, la hache pour le bois, etc. Depuis la version 1.8, les joueurs peuvent détruire les blocs avec l'outil approprié seulement s'il a été modifié avec une commande.
Ce mode de jeu est souvent utilisé pour les cartes aventures. Les cartes aventures sont des parties créées et modifiées par des joueurs, avant d'être enregistrées et partagées sur Internet pour les autres joueurs dont les objectifs, le scénario et les constructions dépendent entièrement du choix du ou des créateurs.

#### Mode spectateur
Le mode spectateur, apparu dans la version de développement 14w05a de janvier 2014, permet au joueur de traverser les blocs et de se rendre invisible (sauf aux yeux des autres joueurs spectateurs, qui se voient entre eux sous la forme d'une tête flottante semi-transparente). Il ne dispose pas de l'affichage tête haute, mais la barre d'inventaire peut être affichée, devenant alors un menu séparé en deux sous-parties : l'une affiche tous les joueurs connectés au serveur, et l'autre trie les joueurs selon leur équipe. Le joueur spectateur peut également voir en vue à la première personne à travers les yeux d'un personnage de son choix en faisant clic gauche. Il ne peut pas interagir ou modifier le monde. En mode multijoueur, ce mode permet de surveiller et visionner une partie ou un monde, sans pouvoir les modifier ou encore après la mort du joueur, à la fin d'une partie en mode hardcore depuis la version 1.9 de février 2016.

### Multijoueur

#### Principe
Le mode multijoueur est le mode de jeu permettant à plusieurs joueurs d'interagir sur un monde unique. Les joueurs peuvent travailler avec d'autres pour créer des structures, des mines ou se combattre : le joueur contre joueur (abrégé en JcJ ou PvP, pour Player versus Player).
Les utilisateurs peuvent télécharger et exécuter le pack serveur qui permet aux autres joueurs de se connecter et de jouer sur le serveur. 
Pour les joueurs ne souhaitant pas rendre leur serveur visible sur internet, il est possible de le lancer sur le réseau local (en utilisant l'adresse IP locale, par opposition à une adresse IP globale présentée par le routeur du serveur). Un serveur local n'exige pas la redirection de port, mais l'accès du serveur devient alors restreint aux seuls joueurs faisant partie du réseau local.

#### Serveurs
Minecraft comprend une liste de serveurs pour le mode multijoueur dans lequel les utilisateurs peuvent enregistrer les serveurs qu'ils visitent. Bien que Minecraft n'ait pas de liste de serveurs préremplie directement disponibles à partir du jeu lui-même ou sur le site officiel de Minecraft, des sites de liste de serveur Minecraft existent pour permettre aux joueurs de visiter et de découvrir de nouveaux serveurs.
Parmi les serveurs multijoueurs de Minecraft, Hypixel se distingue par sa popularité et ses records. Lancé en avril 2013, le serveur a atteint 64 533 joueurs connectés simultanément le 7 juillet 2017, établissant un record mondial pour un serveur indépendant de jeu vidéo. Au 24 août 2017, Hypixel comptait 11 982 298 comptes uniques ayant accédé à son réseau, représentant environ 45 % de tous les comptes Minecraft Java à cette date.

#### Realms et Realms Plus
Realms pour la version Java et Realms Plus pour la version Bedrock est une offre de serveurs payants proposée par Mojang, accessible directement depuis le menu principal du jeu. Ce système est prévu pour gérer simplement un serveur entre amis, et permet de choisir parmi de nombreux mini-jeux et cartes créés par la communauté.

#### Changement de pseudonyme
Depuis le 4 février 2015, les joueurs de Minecraft ont la possibilité de modifier leur pseudonyme. Cette fonctionnalité, introduite par Mojang, permet aux utilisateurs de changer leur nom d'affichage une fois tous les 30 jours. De plus, afin d'éviter que d'autres ne s'approprient immédiatement un pseudonyme récemment abandonné, l'ancien nom reste réservé pendant une période de 37 jours. Cette fonctionnalité a été bien accueillie par la communauté.

## Développement

### Historique

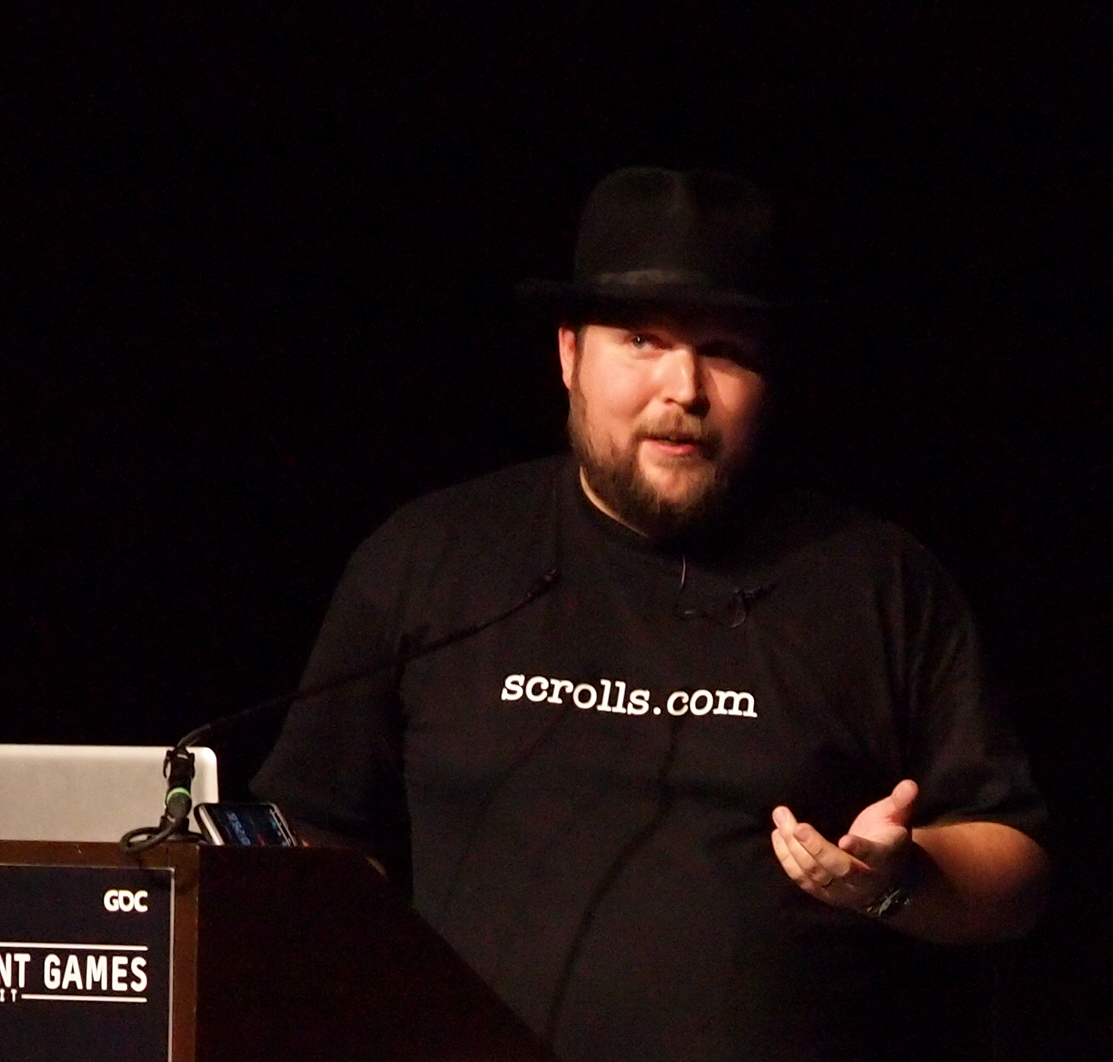
Markus Persson, également connu sous le nom de Notch, est le créateur de Minecraft

Minecraft est créé le 10 mai 2009 par Notch, de son vrai nom Markus Persson. D'abord développé pour être un jeu sur navigateur Web puis finalement pour ordinateurs à l'aide de Java, il tire son inspiration de jeux plus anciens comme Dwarf Fortress (pour la très grande liberté offerte, la génération procédurale d'univers ainsi que certains types de blocs), Dungeon Keeper (pour l'ambiance et les souterrains) ou encore RollerCoaster Tycoon (pour l'aspect créatif et accessible),,. D'autres parts, Notch s'inspire également de Wurm Online, son précédent projet de jeu abandonné au printemps 2007, dont il reprend le mécanisme d'altération du monde. Cependant, l'inspiration centrale est certainement le jeu Infiniminer, qui sort en avril 2009, soit quelques semaines avant le début du projet,. À la suite de la fuite du code source un mois après la sortie de son jeu — alors que celui-ci se popularisait progressivement — Zachary Barth, le développeur d'Infiniminer, prend la décision de re-publier le jeu de manière open source, afin de limiter les variations et d'assurer au maximum la compatibilité entre les joueurs. Notch, largement inspiré par le jeu, en reprend le système de cubes (ou voxels), la vue à la première personne, le principe de création et de récupération des ressources, ainsi que les graphismes, et, dans la description de la vidéo YouTube des premières images du jeu qu'il poste, il écrit : « This is a very early test of an Infiniminer clone I’m working on. » (« Il s'agit d'un tout premier test d'un clone d'Infiniminer sur lequel je travaille. »). Le recyclage d'idées étant très commun dans le processus de création d'un nouveau jeu vidéo, Zachary Barth refuse d'accuser Notch de vol.
Originellement envisagé comme un projet qui durerait six mois, le jeu que développe Notch fonctionne grâce à une méthode de génération procédurale aléatoire. Dans sa première itération nommée Cave Game, chaque monde de ce qui deviendra plus tard Minecraft ne mesure que 256 blocs de large et 64 blocs de haut. Cependant, Notch parvient à approfondir le système introduit par l'Infiniminer de Zachary Barth en rendant Minecraft réellement « infini » : chaque fois que le joueur atteint les limites de son monde, ce dernier s'étant davantage en produisant une nouvelle portion du monde. C'est le principe des chunks. Les limites d'un monde sont alors fixées soit par les capacités de la machine, soit par le développeur lui-même, qui impose une limite. C'est l'option que Notch choisit, en limitant un monde à 60 millions de blocs depuis le point d'origine.
Le nom définitif de Minecraft est inventé lors d'un échange sur TIGSource entre le développeur et les premiers joueurs. Après avoir été nommé Minecraft: Order of the Stone (en référence au webcomic The Order of the Stick (en)), le nom est finalement simplifié en Minecraft.
Le 17 mai 2009, après une première semaine à travailler sur le jeu, Notch téléverse publiquement Minecraft sur TIGSource, le rend disponible gratuitement pour être essayé, et les premières réactions sont enthousiastes. Les pré-commandes pour le jeu commencent à être acceptées le 12 juin 2009 au prix d'une dizaine d'euros. Ce prix est ensuite porté à 15 € pour la version beta. Minecraft gagne rapidement en popularité, étant la source d'articles sur plusieurs sites internet, comme PC Gamer. Au début du développement, Notch indique sur le site officiel envisager de mettre le jeu en open source lorsque les ventes chuteraient, soit sous une licence GPL ou une autre licence libre, soit dans le domaine public[source secondaire souhaitée], mais cette mention est par la suite[Quand ?] retirée[réf. à confirmer][source secondaire souhaitée].
Après la phase de développement de la version Classique du jeu qui dure jusqu'en décembre 2009, le principe de crafting est ajouté au jeu, en même temps que les premiers monstres.

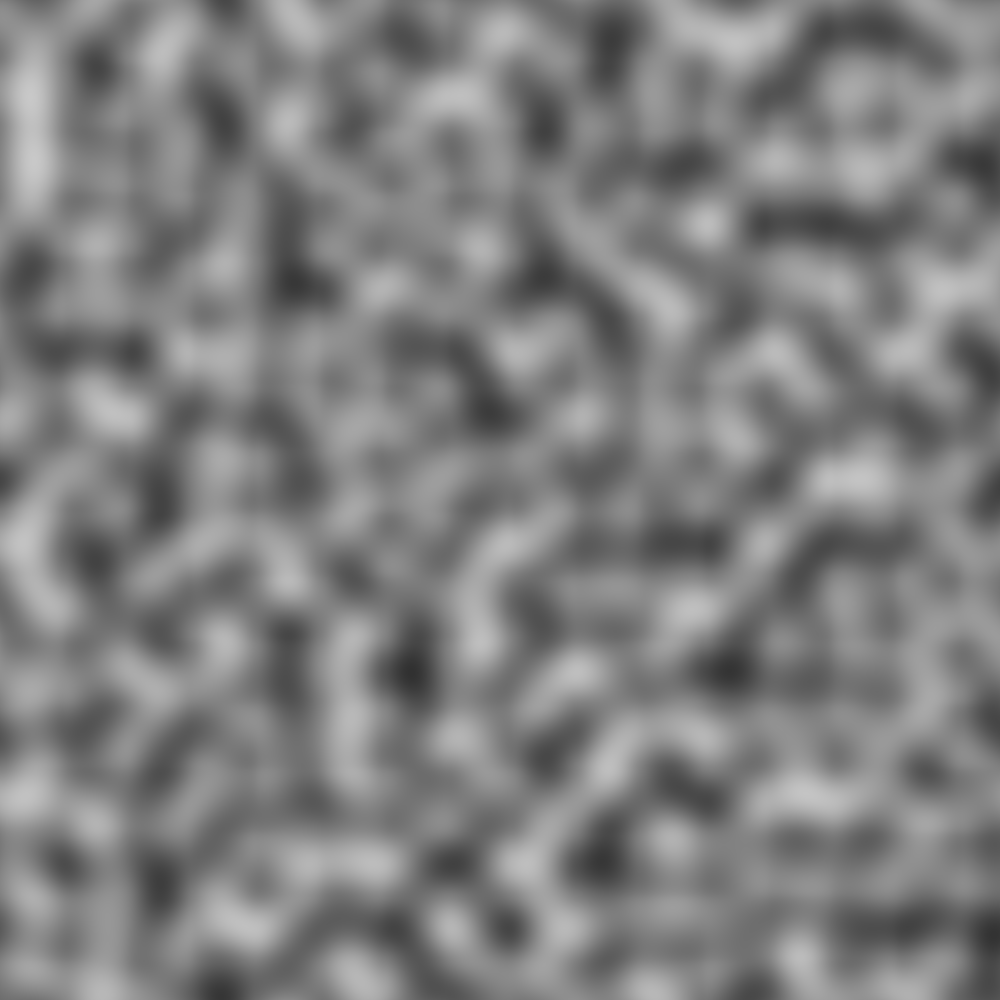
Bruit de Perlin, un exemple de texture procédurale.

Le 30 octobre 2010, lors de l'Halloween Update, Notch ajoute les premiers biomes à son jeu. Pour cela, des images de synthèse formées de tâches monochromes sont générées, chacune contrôlant un paramètre du monde : topographie, température, pluie, etc. La combinaison de ces différentes valeurs dans un ordre particulier forment les biomes. Le principe est par la suite largement affiné, en réduisant par exemple la taille des océans lors du passage à la version 1.7.2 d'octobre 2013 (nommée « la mise à jour qui a changé le monde ») ou en ajoutant de nouveaux biomes.
En avril 2011, le jeu dépasse la barre des deux millions d'exemplaires vendus[réf. nécessaire]. Le 7 avril 2011, Notch annonce une date de sortie prévue pour le 18 novembre 2011, le jour de la Minecon (en) à Las Vegas, qui met fin à la phase beta qui aura durée deux ans. Dès lors, le jeu est en version « stable ». Il continue d'être mis à jour gratuitement, chaque version apportant de nouvelles fonctionnalités et corrigeant des bugs. En effet, afin de bénéficier de retours de la part de la communauté, les développeurs sortent, entre deux grandes mises à jour, des versions de développement, dites « snapshots », contenant les fonctionnalités à venir dans les prochaines versions. Instituées depuis le 9 septembre 2011 par la snapshot Bêta 1.8-pre1, ces versions sont le plus souvent hebdomadaires, sortant en temps normal à une date fixe, devenant ainsi un rendez-vous pour la communauté. Les joueurs peuvent ainsi signaler les bogues ou faire tout autre commentaire permettant d'améliorer le jeu, notamment sur le forum Reddit. Une grande variété de contenu créé par la communauté, comme des packs de textures, des mondes customisés, des constructions, des logiciels, etc. est disponible gratuitement sur divers sites internets. Des modifications du code source de Minecraft, appelés mods, ajoutent une diversité de gameplay, de blocs, de créatures hostiles et passives, d'objets ou encore de nouveaux systèmes complets (industrie, mécanique, etc.),. Pour rendre la création et l'installation de mods plus aisé, Mojang annonce en novembre 2012 ajouter une API officielle[réf. nécessaire][Passage à actualiser]. Des éléments développés par des tiers sous forme de mod ont également été intégrés par la suite à la version officielle de Minecraft[réf. à confirmer], comme les pistons ou les chevaux. L'aspect créatif du jeu incite rapidement des joueurs de tous horizons à partager leurs créations, notamment par le biais de vidéos sur des sites tels YouTube, offrant une forte visibilité au jeu. L'aspect « jeu de rôle/aventure » du jeu est également à l'origine de machinimas et de fictions ; de plus, les graphismes simples du jeu étant faciles à animer, certains amateurs réalisent des dessins animés ou des courts métrages d'animation inspirés du jeu[source secondaire nécessaire].
Le 15 septembre 2014, les diverses rumeurs circulant sur Internet sont confirmées : le studio de développement Mojang, créateur de Minecraft, est racheté par Microsoft pour environ 2,5 milliards de dollars (soit un peu moins de 2 milliards d'euros pour l'époque),. Le fondateur, Markus Persson, déclare qu'il quitte totalement le développement de Minecraft pour préserver sa santé mentale, à l'instar de Carl et Jacob[Qui ?]. Il annonce qu'il ne veut ni rejoindre Microsoft, ni rester chef de l'entreprise. Il ajoute que Minecraft restera disponible sur toutes les plateformes. En 2020, six ans après le rachat, Mojang devient Mojang Studios.
En septembre 2021, à l'occasion de la version 1.18, une nouvelle méthode de génération de monde est mise en place, offrant dans le même temps de nouvelles grottes, montagnes et veines de minerais. Au lieu que les biomes soient générés avant les reliefs, c'est l'inverse : les biomes sont générés en fonction de la topographie du monde, permettant un univers plus réaliste et des transitions entre les biomes plus douces. À cette occasion, l'altitude est augmentée, passant de 0 à -59 pour la couche minimale et de 256 à 320 pour la couche maximale,.

### Autres versions

#### Portages sur console
Une adaptation sur Xbox 360 développée par 4J Studios sort le 9 mai 2012. D'après Notch, interrogé par IGN, « le soft devrait être conçu pour mieux marcher sur console, et devrait s'axer sur une façon de jouer propre aux consoles ». À l'origine, il n'était pas prévu que Minecraft soit adapté aux consoles : si c'était le cas, Notch « ne l'aurait pas développé en Java ». Une version Xbox One de Minecraft est également disponible via le Xbox Marketplace (en) depuis le 5 septembre 2014.
Le 20 août 2013, lors de la conférence PlayStation à la Gamescom, les versions PlayStation 3, PlayStation 4 et PlayStation Vita sont dévoilées. La version PlayStation 3, similaire à la version Xbox 360, est la première à sortir, le 18 décembre 2013. La version PlayStation Vita est disponible de manière dématérialisée à partir du 15 octobre 2014 puis en version physique à partir du 19 novembre 2014[source secondaire souhaitée]. Une version PlayStation 4 est disponible depuis le 4 septembre 2014 sur le PlayStation Store, d'abord en Europe puis plus tard aux États-Unis. La dernière version de Minecraft PS4 Edition sortie le 9 septembre 2019 est la 1.95.1, avant d'être simplement renommée Minecraft. La version physique pour PS5 est annoncée pour le 22 octobre 2024, et aucune version Xbox Series n'est prévue.
Une version Wii U de Minecraft est disponible depuis le 17 décembre 2015 sur le Nintendo eShop et en version physique depuis le 30 juin 2016 en Europe et le 17 juin en Amérique du Nord. Elle est catégorisée le 12 novembre 2015 par PEGI. Une version Nintendo Switch est disponible depuis le 12 mai 2017 sur le Nintendo eShop[source secondaire souhaitée] et en version physique. Initialement baptisée Minecraft Nintendo Switch Edition, le jeu est renommé simplement Minecraft lors de la mise à jour 1.0.16 du 21 juin 2018[réf. nécessaire]. Une version pour New Nintendo 3DS est annoncée le 14 septembre 2017. Elle sort en Europe le 20 septembre 2018 sur le Nintendo eShop puis en version physique le 10 novembre 2017[réf. souhaitée]. Le développement de cette version a pris fin le 15 janvier 2019 en version 1.9.19. Le développement des versions Xbox 360, PlayStation 3, PlayStation Vita et Wii U ont pris fin le 19 mars 2019.[réf. nécessaire]

#### BedrocketPocket Edition
Minecraft Pocket Edition est une édition du jeu pour smartphones et tablettes sortie le 16 août 2011, d'abord pour Xperia Play puis étendue à tous les appareils Android,. En décembre 2014, Mojang la rend disponible pour Windows Phone. Le 20 septembre 2017, elle est renommée en Minecraft Bedrock Edition[précision nécessaire], mais son prix reste le même : il est fixé à 6,99 $ (7,99 €) pour les appareils Android, à 6,99 $ (7,99 €) pour iOS et à 6,99 $ (6,89 €) pour Windows Phone[réf. nécessaire]. Depuis[Quand ?], la dénomination Bedrock Edition regroupe l'ensemble des éditions autre que Java telles que la Pocket Edition[réf. nécessaire]. Minecraft Bedrock Edition n'est pas un portage fidèle de la version Java, des adaptations[Lesquelles ?] ont en effet été réalisées pour s'adapter aux supports mobiles[réf. nécessaire].

#### Windows 10
Le 29 juillet 2015, Mojang sort une version Minecraft spéciale pour Windows 10.

#### Raspberry Pi
Depuis le 20 décembre 2012, une version de Minecraft est disponible pour Raspberry Pi[source secondaire souhaitée]. Téléchargeable gratuitement, cette édition est la seule à n'avoir jamais été mise à jour[réf. nécessaire].

#### Réalité augmentée
Le 15 juin 2015, lors de l’E3, Microsoft dévoile une version de Minecraft compatible avec Microsoft HoloLens, le casque à réalité augmentée, par le biais d'une démonstration en direct sur scène.

#### Minecraft RTX
Le fabricant de cartes graphiques Nvidia annonce une version beta de Minecraft RTX, pour l'édition Windows 10 (Bedrock) de Minecraft qui sort le 16 avril 2020. Minecraft RTX permet de jouer au jeu avec du ray tracing. La fonctionnalité est ensuite incluse dans cette version sous forme d'option. Le ray tracing nécessite une carte graphique compatible[source secondaire souhaitée].

#### Minecraft China Edition
La Chine dispose d'une édition spécifique du jeu, développée en collaboration avec NetEase. Celle-ci consiste en une adaptation plus stricte des versions Java et Bedrock et a été développée dans le but de faire adhérer le jeu au marché intérieur chinois,,.

### Liste des principales mises à jour
| Date de sortie   | Version initiale | Nom                                         | Commentaire |
| ---------------- | ---------------- | ------------------------------------------- | --- |
| 18 novembre 2011 | 1.0              | Mise à jour de l'aventure (Partie 1)        | Il s'agit de la première version officielle du jeu, ajoutant un système d'alchimie et d'enchantement ainsi qu'une nouvelle dimension : l'End. Avec cela, l'élevage, le mode Hardcore et de nouveaux blocs et objets sont ajoutés. D'autres fonctionnalités tels que de nouveaux sons, particules, créatures, ou encore un système d'expérience sont incorporées aux jeux. |
| 12 janvier 2012  | 1.1              | Mise à jour de l'aventure (Partie 2)        | Principalement tournée vers la jouabilité à travers le globe, elle ajoute 56 langues différentes, les œufs d'apparitions, un type de monde « plats », de nouveaux enchantements pour les arcs. De nouvelles modifications mineures sont aussi ajoutées, telles que la repousse de la laine des moutons, ou l'ajout des villages dans les mondes plats. |
| 1er mars 2012    | 1.2              | Mise à jour de l'aventure (Partie 3)        | Cette mise à jour ajoute le biome jungle, contenant une nouvelle créature, l'ocelot, pouvant être apprivoisé en chat. Le golem en fer est également ajouté. De nouveaux objets font leur apparition, tels que la boule de feu et la fiole d'expérience. De nouvelles fonctionnalités sont aussi ajoutées, la hauteur du monde maximal est dorénavant de 256 blocs, l'IA des créatures a aussi été mise à jour. |
| 1er août 2012    | 1.3              | Mise à jour de l'aventure (Partie 4)        | Cette mise à jour ajoute le mode aventure au jeu, ainsi que le commerce avec les villageois et l'émeraude. Plusieurs blocs sont également ajoutés dans cette version. |
| 25 octobre 2012  | 1.4              | La mise à jour assez effrayante             | Sortie lors de la période d'Halloween en 2012, cette mise à jour ajoute un nouveau boss, le Wither, ainsi que de nouvelles créatures telles que les sorcières et les zombie-villageois. L'agriculture est aussi approfondie avec l'ajout des pommes de terre et des carottes. Un nouveau moyen permettant d'obtenir des effets, la balise, fait aussi son apparition. Les villageois sont mis à jour et de nouvelles commandes sont introduites. |
| 13 mars 2013     | 1.5              | Mise à jour de la redstone                  | Cette mise à jour ajoute plusieurs éléments de « redstone », permettant de créer usines et mécanismes. Plusieurs types de rails, les pistons, les droppers et les entonnoirs sont notamment ajoutés. Cette mise à jour apporte également le minerai de quartz ainsi que le bloc de quartz et ses variants. |
| 1er juillet 2013 | 1.6              | Mise à jour des chevaux                     | La mise a jour des chevaux apporte au jeu des nouveaux animaux, les chevaux, ainsi que les ânes et les mules. À cela s'ajoute les selles et les armures pour cheval en fer, en or et en diamant. |
| 25 octobre 2013  | 1.7.2            | La mise à jour qui a changé le monde        | Cette mise à jour a permis d'ajouter d'autres biomes tels que le mesa, la savane, la forêt de bouleaux, la forêt couverte et enfin la méga taïga. |
| 2 septembre 2014 | 1.8              | La généreuse mise à jour                    | Cette mise à jour ajoute de nombreux bloc set objets tels que le bloc de slime, le granite, la diorite et l'andésite. Le monument sous-marin est également ajouté, une structure sous-marine gardée par les gardiens et contenant de nouveaux boss, les grands gardiens. |
| 29 février 2016  | 1.9              | Mise à jour des combats                     | Cette mise à jour apporte au jeu un nouveau système de combat, le combat contre l'Ender Dragon est modifié, et l'End est étendu avec de nouveaux biomes comportant des cités de l'End gardées par des shulkers et contenant des paires d'élytres. Des nouvelles potions, des nouvelles flèches et des nouveaux enchantements sont également ajoutés. |
| 8 juin 2016      | 1.10             | Mise à jour Frostburn                       | Cette mise à jour apporte les blocs de magma, les blocs de verrue du Nether, les fossiles, les ours blancs, les vagabonds et les zombie momifiés. |
| 14 novembre 2016 | 1.11             | Mise à jour de l'exploration                | Cette mise à jour ajoute une nouvelles structure, les manoirs, contenant une nouvelle civilisation créée pour Minecraft Dungeons, les Illageois, composés de vindicateurs et d'évocateurs et accompagnés des vexes. Elle apporte aussi des cartes d'explorations, les totems d'immortalités et les boîtes de Shulker. |
| 7 juin 2017      | 1.12             | Mise à jour du monde de la couleur          | Cette mise à jour ajoute le béton, la terre cuite émaillée, et les lits de différentes couleurs. Les blocs de laine sont recolorés et le perroquet et également ajouté. |
| 18 juillet 2018  | 1.13             | Mise à jour Aquatique                       | Cette mise à jour se concentre sur les océans, ajoutant de nouveaux biomes : les océans chauds, tièdes, froids et gelés ainsi que les récifs coralliens. Une nouvelle faune et flore sous-marine est ajoutée, tels que différents types de poissons, des dauphins, des tortues, des noyés, des algues et des coraux. Des ruines sous-marines et des épaves sont aussi ajoutées. Le phantom, ayant gagné le Mob Vote de la Minecon Earth 2017 est également ajouté. |
| 23 avril 2019    | 1.14             | Mise à jour Village et Pillage              | Cette mise à jour ajoute les pillards, qui rejoignent la famille des Illageois, et qui peuvent envahir les villages. Ces derniers ainsi que leurs habitants sont modifiés, avec notamment l'ajout de nouvelles tables. de plus, la structure où résident les pillards est nommée la l'avant-poste de pillards. Les taïgas, ayant gagné le Biome Vote de la Minecon Earth 2018 sont mises à jour, avec l'ajout de baies sucrées, des renards et des feux de camp. |
| 10 décembre 2019 | 1.15             | Mise à jour Abeilles Bourdonnantes          | Cette mise à jour ajoute les abeilles ainsi que les ruches et le miel. Cette mise à jour se concentre notamment sur la résolution de bugs sur l'édition Java. |
| 24 juin 2020     | 1.16             | Mise à jour du Nether                       | Cette mise à jour améliore le Nether avec notamment l'ajout de 4 nouveaux biomes : la vallée des âmes, la forêt carmin, la forêt biscornue et les deltas de basalte. Une nouvelle civilisation créée pour Minecraft Legends est ajoutée : les Piglins. Ces derniers vivent dans les ruines de bastion, où se trouvent des Piglins barbares. Les cochons-zombies sont remplacés par les Piglin zombifiés. Les arpenteurs, les hoglins et les zoglins sont également ajoutés. Un nouveau matériau plus puissant que le diamant est aussi ajouté : la Netherite.                                                                                               |
| 8 juin 2021      | 1.17             | Mise à Jour Cavernes et falaises (Partie 1) | Cette mise à jour apporte au jeu la pierre des abîmes, les minerais des abîmes, les géodes d'améthyste, les minerais de cuivre et les variantes correspondantes, les arbres d'azalée, les blocs de mousse, les spéléothèmes pointus, les bougies. Trois créatures font leurs apparition: les axolotls, les chèvres et les poulpes luisants, ces deux derniers étant respectivement les gagnants du Biome Vote de la Minecon Live 2019 et du Mob Vote du Minecraft Live 2020. |
| 30 novembre 2021 | 1.18             | Mise à Jour Cavernes et falaises (Partie 2) | Cette mise à jour modifie notamment le système de génération de la Surface avec notamment l'ajout de nouvelles montagnes et de nouvelles cavernes. La hauteur du monde maximale est passée de 256 à 320. De nouveaux biomes font leurs apparitions, tels que les prairies, les bosquets, les pentes enneigées, les pics dentelés, gelés et rocheux ainsi que les cavernes luxuriantes et les cavernes de spéléothèmes. |
| 7 juin 2022      | 1.19             | Mise à jour Sauvage                         | Cette mise à jour ajoute les abîmes, un nouveau biome se trouvant dans les profondeurs de la Surface et lié au Sculk, un nouveau matériau, ainsi que le marais à mangroves. Le bois de palétuvier et la boue sont également ajoutés, ainsi que Les Allays, et les grenouilles. |
| 7 juin 2023      | 1.20             | Mise à jour Sentiers et Récits              | Cette mise à jour introduit l'archéologie, deux créatures et de nouveaux blocs. Deux nouveaux bois sont ajoutés, le bois de bambou et le bois de cerisier, ce dernier se trouvant dans un nouveau biome : les bosquets de cerisiers. Des dromadaires apparaissent dans les villages du désert. Les ruines de sentiers contiennent divers objets et tessons de poteries. Les ruines sous-marines cachent des œufs de renifleurs, une nouvelle créature capable de trouver d'anciennes graines. |
| 13 juin 2024     | 1.21             | Mise à jour Épreuves éprouvantes            | Cette mise à jour introduit les Chambres d'épreuve, une structure proposant des combats PvE et donnant accès à des récompenses. Deux nouveaux blocs de redstone sont ajoutés : le fabricateur pour l'artisanat automatique et l'ampoule en cuivre ajustable en luminosité qui peut faire office de bascule. Les nouvelles créatures sont le tatou, l'embourbé (une variante empoisonnée du squelette) et le Breeze, ce dernier se trouvant dans les chambres de épreuves. Une nouvelle arme, la masse, permet d'infliger de lourds dégâts proportionnellement à la hauteur de chute. Des éléments de décoration en tuf et en cuivre sont également ajoutés. |

### Musique
La bande-son de Minecraft est composée par C418, rejoint ensuite par Lena Raine depuis la mise à jour du Nether (1.16) publiée en juin 2020, Kumi Tanioka pour la deuxième partie de la mise à jour des cavernes et des falaises (1.18), sortie fin novembre 2021, Samuel Åberg pour la mise à jour sauvage (1.19), sortie en juin 2022, et Aaron Cherof depuis la mise à jour des sentiers et récits (1.20), sortie en juin 2023. La bande sonore est répartie en deux albums et en six compilations.

#### Minecraft - Volume Alpha
Le 4 mars 2011, Daniel Rosenfeld, alias C418, réalise Minecraft - Volume Alpha, le premier album des musiques originales de Minecraft, qui est également son septième album studio. Cet album comprend à la fois les musiques que l'on retrouve dans le jeu (comme les musiques d'ambiance), mais aussi des musiques présentes dans les bandes-annonces du jeu ainsi que des musiques qui n'ont pas été incluses dans la version finale. Concernant les musiques de cet album, C418 a déclaré :

« J'aime ajouter davantage d'éléments aux chansons qui sont dans le jeu, parce que je pense que les joueurs ne sont probablement pas aussi intéressés par l'achat de musiques qui sont déjà dans le jeu. Il est donc préférable d'étendre l'album pour en faire une pièce plus cohérente qui peut être jouée seule, plutôt que de prendre tous les fichiers sonores et de les coller sur un album. »

Les musiques ont été positivement accueillies, autant par le public que par la presse.
L'album atteint la 5e place du Billboard Dance/Electronic Albums chart et reste 147 semaines dans les charts.

#### Minecraft - Volume Beta
Le 9 novembre 2013, C418 réalise le deuxième album des musiques de Minecraft nommé Minecraft - Volume Beta, qui est également son dixième album studio. Cet album comprend des musiques plus récentes du jeu, réalisées après la sortie du premier album du jeu, mais également des musiques exclusives. Les pistes 20 à 29 sont constituées de l'audio de 10 des 13 disques de musiques que les joueurs peuvent collecter dans le jeu. Le ton de l'album est généralement plus sombre que son prédécesseur, bien que C418 déclara que « le ton [de l'album] est à la fois plus positif mais à plusieurs moments plus sombres ».
L'album atteint la 14e place du Billboard Dance/Electronic Albums chart.

#### Minecraft - Aquatic Update
Lors de la sortie de la mise à jour aquatique (ou Aquatic Update) correspondant à la version 1.13 en 2018, trois nouvelles musiques sont ajoutées au jeu. Elles sont à nouveau composées par Daniel Rosenfeld. Ce sont toutes des musiques d'ambiance apaisante que l'on retrouve directement dans le jeu lorsque le joueur se trouve dans un milieu aquatique.

#### Minecraft - Nether Update
Le 14 juin 2020, un extended play est produit par Lena Raine, intitulé Minecraft: Nether Update. Cet EP contient cinq nouvelles compositions introduites dans la mise à jour du Nether (ou Nether Update) correspondant à la version 1.16 de Minecraft. Mojang Studios avait initialement demandé à Lena Raine une bande sonore de démonstration inspirée de son précédent album, Oneknowing. D'abord intimidée par le succès de la bande sonore du jeu, Raine profite que le jeu soit déjà sorti pour jouer dans le Nether et s'en inspirer. L'un des principaux instruments utilisés pour les musiques de cette version est le piano. Elle se lance le défi d'utiliser cet instrument et de modifier radicalement le son. Parmi les cinq morceaux introduits dans le jeu, trois sont des musiques d'ambiance et les deux derniers sont en réalité des versions mixées différement.

#### Minecraft - Caves & Cliffs Update
Le 20 octobre 2021, une nouvelle bande-son originale de Minecraft est réalisée pour la deuxième mise à jour des cavernes et falaises (en anglais Caves & Cliffs Update) correspondant à la version 1.18 du jeu, sortie le 30 novembre 2021. Cette bande-son comporte 10 musiques composées et réalisées par Lena Raine et Kumi Tanioka, une auteure-compositrice japonaise connue pour avoir travaillé sur Final Fantasy Crystal Chronicles et Hyrule Warriors : L'Ère du Fléau. L'un de ces morceaux, intitulé otherside et composé par Raine, est un disque de musique que le joueur peut collecter dans le jeu,.

#### Minecraft - The Wild Update
Le 20 avril 2022 sort la snapshot 22w16a/b qui ajoute de quatre nouvelles musiques dont un nouvel album composé par Lena Raine et un nouveau disque nommé 5 (ou Five) par Samuel Åberg.

#### Minecraft - Trails & Tales
Le 26 avril 2023 sort la snapshot 23w17a qui ajoute quatre nouvelles musiques d'ambiance ainsi qu'un nouveau disque nommé Relic. Toutes ces musiques sont composées par un nouveau compositeur, Aaron Cherof. Elles figurent parmi les ajouts de la mise à jour 1.20 intitulée « Sentiers et récits » (Trails & Tales).

#### Minecraft - Tricky Trials
Le 19 avril 2024, une nouvelle vidéo promotionnelle annonce l'arrivée de nouvelles musiques pour la sortie de la mise à jour 1.21 sans toutefois donner de détails supplémentaires. Ces musiques sortent officiellement le 26 avril 2024 en même temps que l'officialisation du nom de la mise à jour, à savoir Tricky Trials. Cette nouvelle bande-son est composée de 12 nouvelles musiques dont trois nouveaux disques. Ces musiques sont composées par Aaron Cherof (compositeur depuis la 1.20), Kumi Tanioka (présente depuis la 1.18) et Lena Raine (qui compose depuis la 1.16)[réf. nécessaire].

#### Minecraft - Chase The Skies
Le 13 mai 2025, un ensemble de six nouveaux morceaux de musique sorte sur les plateformes de streaming. Il est annoncé le 1er juin qu'ils accompagneront une nouvelle mise à jour de fonctionnalités, nommée Game drops et correspondant à la version 1.21.6 du jeu. La mise à jour sort le 17 juin 2025. Les morceaux sont composées par un nouveau compositeur, Amos Roddy, et comprennent cinq musiques d'ambiances et un nouveau disque.

#### Minecraft - Lava Chicken
Le 25 juin 2025, un nouveau morceau de musique est officialisé par le compte YouTube de Minecraft. Il a été introduite dans le jeu via une snapshot de la mise à jour 1.21.7 et prend la forme d'un disque. Il s'agit en réalité d'un remix réalisé par Hyper Potions du morceau viral Lava Chicken, apparu dans le film Minecraft sorti le 2 avril 2025.

## Accueil

### Critique
Minecraft est un excellent succès critique et commercial.
Le jeu est principalement apprécié pour son originalité, la dynamique de son système de jeu, et surtout la liberté créative offerte à ses joueurs. Le mécanisme de jeu développé par Notch, apparemment simpliste, montre le bon équilibre entre ses composantes, afin de créer l'effet d'addiction nécessaire à tout bon jeu. Ceci a fait de Minecraft un succès inattendu de grande envergure.
Alors que le jeu est en version alpha, Scott Munro du Daily Record le présente comme « quelque chose de spécial », et encourage les joueurs à l'acheter[réf. nécessaire]. Le site Rock, Paper, Shotgun recommande également la version alpha du jeu, le décrivant comme « une sorte de Stalker en Lego 8 bit entièrement généré »[réf. nécessaire]. L'émission Good Game lui donne deux notes : 7,5 et 9 sur 10, appréciant sa créativité et ses possibilités, tout en critiquant l'absence de tutoriel[réf. nécessaire], tout comme le magazine Edge. Good Game le sélectionne plus tard comme « meilleur jeu téléchargeable de 2010 »[réf. nécessaire].
PC Gamer retient Minecraft comme le quatrième meilleur jeu pour jouer au travail[réf. obsolète].
Gamasutra nomme Minecraft comme étant le 8e meilleur jeu de l'année, ainsi que 8e meilleur jeu indépendant de l'année, tandis que Rock, Paper, Shotgun le nomme jeu de l'année. Mod DB récompense le jeu du titre de « jeu indépendant de l'année 2010 », qui est décerné par le vote des visiteurs, ainsi que deux des cinq récompenses « choix de l'éditeur », pour « jeu le plus innovant » et « meilleur jeu solo indépendant ». Parmi les récompenses reçues par Minecraft se trouve aussi le titre de « jeu de l'année » de PC Gamer UK, ainsi que les titres de « meilleur premier jeu », « meilleur jeu téléchargeable » et « jeu le plus innovant » au Game Developers Choice Awards de 2011, y gagnant ainsi tous les titres pour lesquels il est nommé. S'y ajoutent des nominations à l'Independent Games Festival de mars 2011, comme au grand prix Seumas-McNally, en excellence technologique et en excellence de conception, ainsi que le prix du public voté par la communauté. Le site Jeuxvideo.com lui attribue un 19/20.

### Ventes
En septembre 2010, les recettes du jeu s'élèvent à 250 000 dollars américains par jour. Le même mois, PayPal gèle le compte de Notch à cause d'un « retrait ou dépôt suspect ». Ce jour-là, Notch, de son vrai nom Markus Persson, déclare qu'il avait environ 600 000 € sur son compte. Le 12 janvier 2011, le jeu passe la barre du millionième exemplaire vendu. 24 avril 2011, le jeu passe la barre des deux millions d'exemplaires vendus, soit seulement trois mois et demi après le cap du million d'exemplaires. En juillet 2011, la version payante du jeu passe les 2,7 millions d'exemplaires vendus. Le 18 février 2012, le jeu s'est officiellement vendu à plus de 5 millions d'exemplaires, pour un total de 22,4 millions de joueurs (versions gratuite et payante confondues). Le 25 mai 2012, plus de 6 millions de versions officielles ont été vendues. Début novembre 2012, ce sont plus de 9 millions de versions officielles qui ont été vendues sur PC et plus de 4 millions sur Xbox 360, et compte plus de 43 862 100 de comptes au 13 octobre 2012. Le 5 avril 2013, la barre des 10 millions de versions PC vendues est atteinte. Le 25 juin 2014, Minecraft atteint 54 millions d'exemplaires vendus toutes versions confondues, ce qui en fait le deuxième jeu vidéo le plus vendu de l'histoire après Wii Sports. Le 8 juillet 2014, Minecraft dépasse les 16 millions de ventes pour sa version PC et devient le jeu PC le plus vendu au monde, dépassant World of Warcraft. Le 30 juin 2015, Jens Bergensten, développeur en chef du jeu, annonce sur Twitter que le jeu s'est vendu à plus de 20 000 000 d'exemplaires. Début 2016, les ventes atteignent 80 millions selon le site officiel, dont 22 millions pour les versions Windows et Mac. Début juin 2016, l'éditeur annonce que le jeu s'est vendu à plus de 100 millions d'exemplaires, en faisant le jeu vidéo le plus vendu de l'histoire. En décembre 2017, les ventes atteignent 144 millions de copies, toutes versions confondues, alors qu'un nouveau record est réalisé par Microsoft en atteignant 74 millions d’utilisateurs actifs mensuel sur Minecraft. En octobre 2018, le jeu compte 154 millions de vente. En mai 2019, Microsoft dévoile que le jeu s'est écoulé à plus de 176 millions d'exemplaires toutes plate-formes confondues et que sa version free-to-play chinoise compte 200 millions d'utilisateurs enregistrés,. En mai 2020, Minecraft passe la barre des 200 millions d'exemplaires vendus sur toutes les plateformes et compte 126 millions de joueurs actifs par mois,,. Après 281 millions de copies vendues en avril 2021, c'est en octobre 2023 que la barre des 300 millions qui est franchie, confortant à la fois son titre de jeu vidéo le plus vendu de tous les temps.

### Récompenses
- BAFTA Children's Award 2015
  - Game category
- Independent Games Festival 2011
  - Seumas McNally Grand Prize
  - Audience Award
- Indie of the Year Awards 2010
  - Editor's Choice
    - Best MOTY/IOTY Promotions
    - Best Developers of 2010
    - Most Innovative[142]
    - Best Single Player[143]
- Player's Choice
  - Indie of the Year[144]

### Minecon
La Minecon (en) est une convention centrée sur le jeu, créée et organisée par Mojang depuis 2010. En 2016, elle rassemble près de 10 000 personnes, la faisant entrer au Guinness des records en tant que « plus grande convention pour un seul jeu vidéo ». Depuis 2011, toutes les personnes ayant acheté des billets et ayant validé leur entrée reçoivent une cape sur leur compte, exclusive et rare, portant un motif changeant chaque année. Il n'y a pas eu de Minecon en 2014.

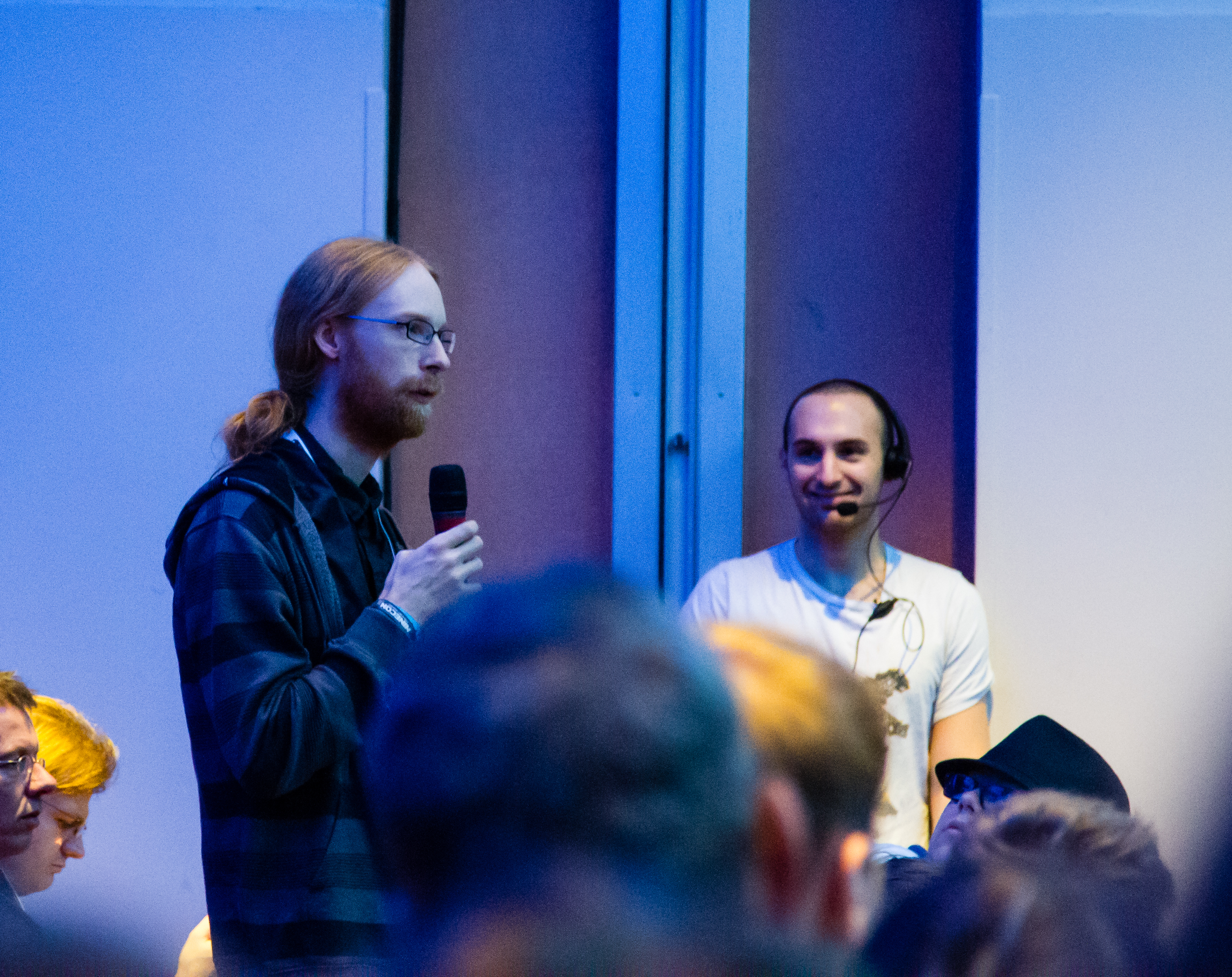
Jens Bergensten lors d'une conférence sur les mods à la Minecon 2012.

| Années         | Pays         | Villes & Lieux   | Notes |
| MinecraftCon   | MinecraftCon | MinecraftCon     | MinecraftCon |
| -------------- | ------------ | ---------------- | --- |
| 2010           | États-Unis   | Bellevue         | Le 31 août 2010 est organisée la MinecraftCon 2010, un rassemblement à la demande de plusieurs personnes à Bellevue, dans l'état de Washington. Notch demanda en effet le 25 août si des personnes étaient intéressées pour un rassemblement avec lui. Cinquante personnes se présentent au rendez-vous. |
| Minecon        |              |                  | |
| 2011           | États-Unis   | Las Vegas        | Les 18 et 19 novembre 2011, le jour de la publication officielle de Minecraft 1.0, la Minecon 2011 rassemble 4 500 personnes de vingt-quatre pays différents, à Mandala Bay, à Las Vegas. La convention est axée sur la publication du jeu, mais aussi l'univers s'y accompagnant, avec des concours de cosplay ou de construction. Les tickets, vendus à partir du 11 août 2011 au prix de 99 $, furent vendus ensuite au prix de 139 $ après le 30 septembre, pour être entièrement vendus le 28 octobre. |
| 2012           | France       | Disneyland Paris | Le 2 août 2012, Mojang annonce que la Minecon 2012 se tiendra les 24 et 25 novembre 2012 à Disneyland Paris. La convention réunit 4 500 personnes, le même nombre que l'année précédente. Le contenu de la mise à jour 1.5 est annoncée, ainsi que des détails sur l'API Minecraft. Les billets, vendus à partir du 14 septembre 2012, sont écoulés en moins de deux heures, au prix de 99 € pour les deux jours. |
| 2013           | États-Unis   | Orlando          | La Minecon 2013 se tient les 2 et 3 novembre 2013 à Orlando, en Floride. Les tickets sont vendus par lots de 2 500, les 31 juillet, 2 août et 3 août (le premier lot de ticket est vendu en trois secondes) pour un total de 7 500 places vendues, au prix de 150 $. |

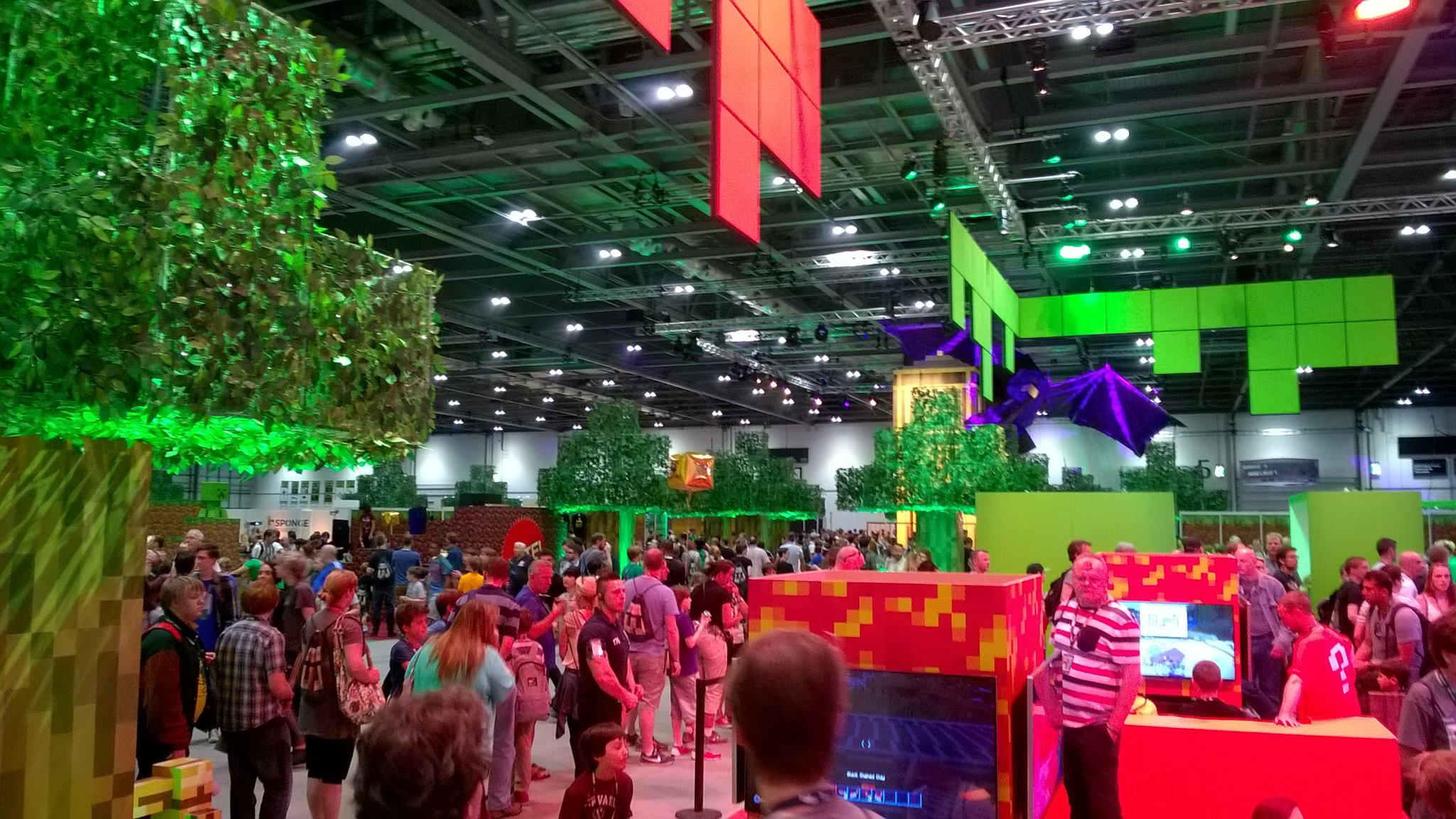
La salle d'exposition de la Minecon 2015.

| 2015           | Royaume-Uni  | Londres          | En août 2014, Mojang annonce que la prochaine Minecon aura lieu en 2015, à Londres. Le 2 février 2015, les dates de la Minecon 2015 sont dévoilées : les 4 et 5 juillet 2015. 10 000 tickets sont vendus, par lots de 5 000, au prix de 129 £, ce qui en fait la plus grande convention pour un jeu vidéo jamais réalisée. Durant la convention, le jeu Minecraft: Story Mode est annoncé, ainsi que l'introduction de la main gauche et le nouvel End. |
| 2016           | États-Unis   | Anaheim          | La Minecon 2016 se déroule à Anaheim, à l'Anaheim Convention Center, en Californie aux États-Unis, les 24 et 25 septembre 2016. Les tickets sont vendus en deux sessions les 6 et 7 mai, avec chacune 6000 tickets (soit 12 000 au total), vendus à 160 $ l’unité. |
| Minecon Earth  |              |                  | |
| 2017           | Sur internet | Sur internet     | En août 2017, Mojang annonce qu'il n’y aura plus de grosses conventions. La Minecon sera désormais une émission en direct de 90 minutes, diffusée sur des sites tels que Twitch ou YouTube, mais également dans des salles de cinéma privatisées. La Minecon 2017 est diffusée le 18 novembre à 18 h, heure française. Mojang met toutefois en place des conventions de taille réduite. |
| 2018           | Sur internet | Sur internet     | Le 10 avril 2018, Mojang annonce que la prochaine Minecon Earth se déroulera le samedi 29 septembre 2018. Ils proposent des sessions de jeu en direct avec les développeurs, parlent de la prochaine mise à jour majeure du jeu, et organisent l'habituel concours de cosplay. Ils mettent en place un système permettant aux joueurs de partager leurs connaissances via les Panels[Quoi ?], ces derniers étant tirés au sort pour être présentés à la Minecon. Les développeurs annoncent le thème et le fil conducteur de la mise à jour Village and Pillage Update.                                                                        |
| Minecon Live   |              |                  | |
| 2019           | Sur internet | Sur internet     | Le 17 mai 2019, Mojang annonce la prochaine Minecon, qui ne s'appelle plus Minecon Earth mais Minecon Live, le 28 septembre 2019. Ils annoncent la prochaine mise à jour intitulée Nether Update (Mise à jour du Nether). |
| Minecraft Live |              |                  | |
| 2020           | Sur internet | Sur internet     | La Minecraft Live est annoncée par Mojang à l'été 2020, pour le 3 octobre 2020. Ils y annoncent la mise à jour Caves & Cliffs (Cavernes et Falaises). La sortie est alors prévue pour l'été 2021, mais est ensuite partiellement repoussée le 14 avril 2021, la mise à jour étant séparée en deux parties en raison de retard, les développeurs n'ayant pas prévu que la mise à jour mettrait autant de temps à être développée. La première partie de la mise à jour est sortie durant l'été 2021, tandis que la seconde, dans laquelle sont prévus la majorité des changements, est repoussée en décembre 2021[source secondaire souhaitée]. |
| 2021           | Sur internet | Sur internet     | La seconde Minecraft Live est annoncée par Mojang pour le 16 octobre 2020. Une date pour la sortie de la mise à jour Caves & Cliffs y est mentionné. La prochaine mise à jour, The Wild Update (La Mise à Jour sauvage), y est également annoncée. |
| 2022           | Sur internet | Sur internet     | Le Minecraft Live 2022 est un événement prévu pour le 15 octobre 2022. Il est annoncé le 25 août 2022 durant le Minecraft Now par Agnes Larsson. |

## Postérité

### Exposition
Le 5 mai 2011, Minecraft est choisi comme l'un des jeux affichés au Smithsonian American Art Museum, à l'occasion de l'exposition Art of Video Games (en français « L'art des jeux vidéo ») du 16 mars 2012.

### Spin-offs

#### Minecraft: Story Mode
Un projet de collaboration entre Mojang et Telltale Games intitulé Minecraft: Story Mode est annoncé en décembre 2014. Il s'agit d'un jeu vidéo épisodique autonome en point-and-click, dans lequel les choix du joueur influencent l'histoire. Le premier épisode, L'Ordre de la Pierre, sort le 13 octobre 2015 sur Microsoft Windows, Mac, iOS, Android, PlayStation 3, PlayStation 4, Xbox 360 et Xbox One. La première saison est composée de cinq épisodes principaux et trois épisodes supplémentaires. Une seconde saison est proposée depuis juillet 2017. Les jeux ne sont plus disponibles à l'achat ou en téléchargement depuis le 25 juin 2019, en raison de la fermeture de Telltale Games, en 2018. Le projet est également adapté en une série interactive disponible sur Netflix à partir de fin novembre 2018, puis est retiré en décembre 2022.

#### Minecraft: Education Edition
Le 19 janvier 2016, Mojang annonce le développement d'une nouvelle mouture du jeu destinée aux écoles : Minecraft: Education Edition. Cette version donne des outils de contrôle de Minecraft aux professeurs. Une version pédagogique de Minecraft a déjà été développée par le studio Teacher Gaming, MinecraftEDU, était utilisée dans près de quarante pays différents, et a été rachetée par Microsoft à l'annonce du jeu. Minecraft: Education Edition est d'abord disponible en accès anticipé — à la manière du jeu original — à partir de juin 2016. La version finale sort en novembre 2016, après un été d'essais.
Les professeurs peuvent télécharger ou téléverser des cartes pré-faites sur le site officiel.

#### Minecraft Earth
Lancé le 17 octobre 2019, Minecraft Earth est un jeu en réalité augmentée développé par Mojang pour les plateformes Android et iOS. Rappelant de Pokémon Go, il permet aux joueurs de construire des structures virtuelles dans le monde réel, collecter des ressources, et participer à des aventures. Le jeu utilise des technologies comme Azure Spatial Anchors de Microsoft. Minecraft Earth est arrêté le 30 juin 2021, principalement en raison de la pandémie de Covid-19, qui a limité les interactions en plein air nécessaires pour l'expérience de jeu. Comme compensation, les joueurs ayant effectué au moins un achat dans le jeu reçoivent une copie gratuite de Minecraft.

#### Minecraft Dungeons
Sorti le 26 mai 2020 et conçu par Mojang, Minecraft Dungeons est un hack 'n' slash ayant en point commun que l'univers global de Minecraft : le principe, la caméra, les objets et certains ennemis sont totalement différents du jeu original. Il est moyennement bien reçu, autant par la presse que par les joueurs,, dû majoritairement à sa trop grande ressemblance avec la série Diablo. En avril 2022, sept extensions sont disponibles[source secondaire souhaitée].

#### Minecraft Legends
Minecraft Legends est un spin-off de stratégie en temps réel et d'action développé par Mojang Studios et Blackbird Interactive (comme Minecraft Dungeons) et édité par Xbox Game Studios, sorti sur Microsoft Windows, Nintendo Switch, PlayStation 4, PlayStation 5, Xbox One et Xbox Series le 18 avril 2023. Le but du jeu est d'unifier les peuples de l'Overworld contre l’invasion des Piglins. Deux modes sont disponibles : joueur contre joueur et un mode campagne.

### Adaptation cinématographique
Fin juin 2016, le site officiel de Minecraft dévoile l'arrivée d'un film en 3D produit par Warner Bros. nommé Minecraft, le film (Minecraft: The Movie) et prévu pour le 24 mai 2019. Le film sera réalisé par Rob McElhenney. Selon 20 Minutes, il sera produit par Roy Lee, producteur de l'adaptation du jouet de construction Lego, La Grande Aventure Lego. En janvier 2019, il est révélé que Peter Sollett assurera finalement la réalisation du film à la place McElhenney à cause de « problèmes de planification ». En avril 2019, la date de sortie du film est repoussée au 4 mars 2022. Il est annoncé en mars 2025 que la sortie du film sera le 2 avril.

### Lego
Un produit Lego Ideas est créé[Quand ?]. Lui et ses suites sont des MicroWorld, il existe quatre biomes différents : Forêt, Village, Nether et Ender,.
Une gamme Minecraft est sortie en 2013, comprenant plusieurs ensembles tels qu'une cabane, une mine, une maison, etc. Elle est régulièrement renouvelée, ajoutant à chaque fois des situations, des endroits, souvent en lien avec les mises à jour récentes effectuées.

### Super Smash Bros. Ultimate
Le 1er octobre 2020 sont annoncés de nouveaux combattants pour Super Smash Bros. Ultimate, issus de Minecraft : Steve, Alex, le Zombie et l'Enderman. La collaboration est aussi annoncée lors de la Minecraft Live 2020, le 3 octobre, et sort le 14 octobre en tant que contenu téléchargeable.

### Romans non officiels

#### Journal d'un Noob
- Erik Gunnar « Cube Kid » Taylor (trad. de l'anglais par Agathe Franck), Guerrier, Paris, 404 éd., coll. « Journal d'un Noob » (no 1), 2016, 270 p. (ISBN 979-10-324-0006-7).
- Erik Gunnar « Cube Kid » Taylor (trad. de l'anglais par Agathe Franck), Super Guerrier, Paris, 404 éd., coll. « Journal d'un Noob » (no 2), 2016, 277 p. (ISBN 979-10-324-0015-9).
- Erik Gunnar « Cube Kid » Taylor (trad. de l'anglais par Agathe Franck), Méga Guerrier, Paris, 404 éd., coll. « Journal d'un Noob » (no 3), 2016, 270 p. (ISBN 979-10-324-0033-3).

#### La Guerre des blocs
- Liam O'Donnell (trad. de l'anglais par Nazim Lebdai), Descente dans l'Overworld, Paris, 404 éd., coll. « La Guerre des blocs » (no 1), 2016, 272 p. (ISBN 979-10-324-0005-0).
- Liam O'Donnell (trad. de l'anglais par Nazim Lebdai), Cauchemar dans le Nether, Paris, 404 éd., coll. « La Guerre des blocs » (no 2), 2016, 281 p. (ISBN 979-10-324-0018-0).
- Liam O'Donnell (trad. de l'anglais par Nazim Lebdai), Prisonnier de l'Ender, Paris, 404 éd., coll. « La Guerre des blocs » (no 3), 2016, 240 p. (ISBN 979-10-324-0041-8).

#### Autres livres
- Gauthier Wendling, Minecraft - Échappe-toi ! En mode survie, Paris, 404 éd., 2023, 128 p. (ISBN 1032407263)[181].

### Jeu de rôle
La sortie du jeu de rôle sur table Minecraft : Roll for Adventure: The Temple of the Charged Creeper, édité par Penguin Random House, est prévue pour le 8 juillet 2025.
Écrite par l'auteur Matt Forbeck (en) et son fils Marty, l'intrigue se déroule dans un petit village attaqué par des « illageois ». En tant que grand héros, le joueur doit ramener la paix en détruisant le mystérieux Temple du Charged Creeper,.

### Escape Book
- Irving Le Hen, Prisonnier de l'Overworld, Paris, 404 éd., coll. « Escape Book » (no 3), 2017, 240 p. (ISBN 979-10-324-0065-4).

### Reconstitutions de lieux réels
Minecraft est régulièrement le théâtre de reconstitutions de lieux réels :  le Puy du Fou, les villes de New York ou d'Amiens, la basilique Notre-Dame de Fourvière, etc.

### Utilisation à des fins politiques
Dans le contexte de la campagne pour l'élection présidentielle française de 2022, l'équipe de campagne du candidat de La République en marche et président sortant Emmanuel Macron ouvre un serveur Minecraft, dans lequel se trouvent un QG de campagne et une salle de meeting virtuels.

### Mini jeux Google
Pour les 15 ans de la sortie du jeu, Google introduit un Easter egg sous forme de mini-jeu dans son moteur de recherche. Celui-ci apparaît quand l'utilisateur tape « Minecraft » dans la barre de recherche et appuie sur le bloc de terre qui apparaît alors. Le jeu consiste à transformer les résultats de recherches en petit paysage Minecraft, que le joueur peut détruire, afin de faire monter un score, ou améliorer son outil de minage (s'il tape respectivement sur un bloc de bois, puis pierre, puis fer, puis diamant). Quitter le jeu fait exploser un creeper,.

### Dans la culture populaire

#### Jeux vidéo
- Dans Borderlands 2, une section cachée du jeu est formée de blocs Minecraft et de Creepers[2].
- Dans The Elder Scrolls V: Skyrim et The Binding of Isaac, une pioche est trouvable et utilisable. Elle est nommée Notched Pickaxe[Note 4] en référence à Notch[2].
- Dans Retro City Rampage, Steve est un personnage jouable[2].
- Dans Saints Row IV, l'uniforme de Steve déblocable[2].
- Dans Terraria, un costume de Creeper est caché[2].

#### Films
- Dans le film Ready Player One, la première scène est un travelling montrant une carte de Minecraft[2].

#### Séries télévisées
- Dans Les Simpson, le 17e épisode de la saison 25 intitulé Luca$ s’ouvre sur Moe transformé en Creeper qui fait exploser le salon des Simpson. Ce générique se nomme SimCraft[2].